# منزل بروفيسور عدل
منزل بروفيسور عدل (بالفارسية: خانه پروفسور عدل) هو منزل تاريخي يعود إلى عصر دولة بهلوية، ويقع في طهران.